# Grenzübergang Kalotina

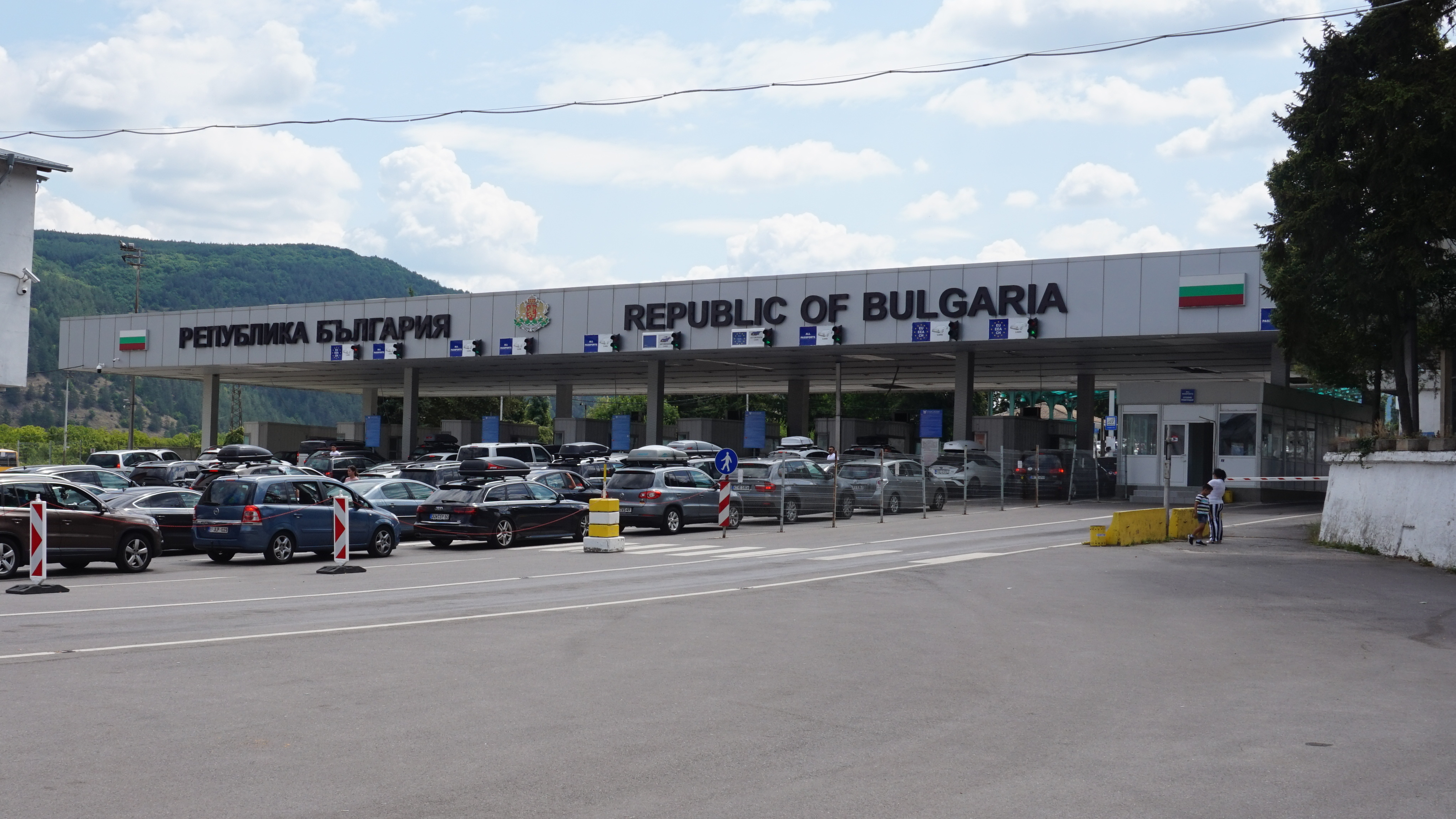
Grenzübergang Kalotina

Der Grenzübergang Kalotina (bulgarisch ГКПП "Калотина" / GKPP „Kalotina“, Granitschen Kontrolno Propuskwatelen Punkt „Kalotina“; serbisch Гранични прелаз Градина / Granični prelaz Gradina) liegt zwischen Bulgarien und Serbien, zwei Kilometer westlich des Dorfes Kalotina im äußersten Westen Bulgariens.
Der Grenzübergang liegt an der Hauptverkehrsstraße und der Bahnstrecke Niš–Dimitrovgrad, der Bahnstrecke von Westeuropa nach Istanbul. Diese Route ist seit der Antike als Via Militaris bekannt. Der Grenzübergang Kalotina ist einer der wichtigsten Grenzübergänge Bulgariens und wegen seiner Nähe zu Sofia auch einer der bekanntesten bulgarischen Grenzübergänge. Im Rahmen von Bulgariens Beitritt zur EU im Jahre 2007 wurde 2006 eine Veterinärkontrollstelle am Grenzübergang gebaut.
Von Sofia (54 Kilometer) südöstlich von Kalotina führt die E 80 (Fernverkehrsstraße 8) über Boschurischte, Sliwniza (20 Kilometer südöstlich) und (10 Kilometer südöstlich) Dragoman nach Kalotina und in Serbien weiter nach Dimitrovgrad (8 Kilometer nordwestlich von Kalotina), Pirot und Niš.
Die E 80 soll als A6 Europa ausgebaut werden, die dann von Kalotina nach Sofia führen wird. Die Verlängerung bis zum Grenzübergang Kalotina ist aber erst für die nächsten Jahre vorgesehen.
Der Straßenabschnitt Kalotina – Sofia ist Teil des Paneuropäischen Verkehrskorridores X (C) Niš – Sofia.
Zeitungen berichten immer wieder von Korruptionsvorwürfen gegen bulgarische Zöllner, von staatlichen Antikorruptionskontrollen (beschlagnahmte größere Bargeldbeträge bei Zöllnern) und Entlassungen von Zöllnern. Es wird aber auch von beschlagnahmtem Rauschgift bei Reisenden und Schmuggelware (unversteuerte Zigaretten, Antiquitäten, Münzen) sowie über aufgedeckte Fälle von Menschenhandel berichtet.